# غوراند
غوراند هي قرية في مقاطعة ورزقان، إيران. عدد سكان هذه القرية هو 137 في سنة 2006.